# Microlicia pinheiroi
Microlicia pinheiroi är en tvåhjärtbladig växtart som beskrevs av John Julius Wurdack. Microlicia pinheiroi ingår i släktet Microlicia och familjen Melastomataceae. Inga underarter finns listade i Catalogue of Life.